# INRS-Institut Armand-Frappier
Le Centre Armand-Frappier Santé Biotechnologie (AFSB) est un des quatre centres de l'Institut national de la recherche scientifique (INRS). Il contribue aux efforts québécois de recherche, de formation et de transfert technologique dans le domaine de la santé humaine, animale et environnementale. 
Regroupant une cinquantaine de professeurs chercheurs, le Centre met à profit son importante expertise en immunologie et en microbiologie pour comprendre, par exemple comment les microbes, les cellules cancéreuses ou les greffes influent sur le système immunitaire.
L'Institut national de la recherche scientifique (INRS) est un établissement universitaire québécois voué à la recherche, aux études de cycles supérieurs et à la formation de chercheurs. Il a aussi pour mandat le développement de la recherche fondamentale et appliquée dans des secteurs jugés prioritaires pour le Québec, et ce, tout en s'assurant le transfert des connaissances et des technologies dans l'ensemble des secteurs où il œuvre.

## La création de l'Institut Armand-Frappier
L'Institut a été fondé par Armand Frappier et s'appelait à l'origine l'Institut de microbiologie et d'hygiène de Montréal (IMHM).
Dès 1933, le docteur Armand Frappier entouré de quelques collègues et étudiants commence à élaborer ce qui deviendra, par les soins de ses successeurs, à la fin du siècle, le Centre INRS–Institut Armand-Frappier. Se joignent à lui des médecins, vétérinaires, pharmaciens et chimistes curieux de découvrir l'univers des microorganismes. Le combat contre la tuberculose occupera une place importante dans son œuvre. Son audace le mène à présenter un projet au nouveau premier ministre de la province, monsieur Maurice Duplessis, qui se rallie à cette idée et lui octroie les fonds pour la création de l’Institut. Ce projet permettra d'assurer l'autonomie du Québec en matière de vaccins et de certains produits biologiques (dont des géloses nutritives et, par la suite, des antibiogrammes). Avec un investissement de 75 000 $ du gouvernement du Québec, l'Institut de microbiologie et d’hygiène de l’Université de Montréal (puis, en 1962, l'Institut de microbiologie et d’hygiène de Montréal, IMHM) devient une réalité qui progresse rapidement malgré les temps difficiles de la période de guerre.
L'Institut occupe dans un premier temps des locaux de l'Université de Montréal, au sein de laquelle le groupe de chercheurs travaille jusqu'en 1963. Les locaux sont situés sur la rue Saint-Denis puis sur le Mont-Royal lorsque l'Université de Montréal y emménage dans ses nouveaux bâtiments en 1942. De 1950 à 1963, il occupe aussi des locaux à l'Université de Montréal sur le Chemin de la Côte-des-Neiges. Dès 1951, l'Institut offre aux hôpitaux et aux médecins un service de diagnostic des maladies à virus, l'un des rares au Canada et le premier au Québec. Dans ce service, les recherches conduisent à la production des vaccins Salk et Sabin contre la poliomyélite dans les années 1950.

## Implantation à Laval et production de vaccins
L'épidémiologie et la lutte contre la tuberculose occupent une place importante pendant de nombreuses années, mais l'évolution rapide de la microbiologie et de l'immunologie offre au nouvel institut des occasions de développement et une renommée mondiale. Dès 1938, en ce temps de guerre, les besoins en dérivés sanguins sont importants pour les soins des soldats blessés. On met rapidement en place des laboratoires capables de lyophiliser les sérums et les préparations de gamma-globulines qui sont livrés à la Croix-Rouge pour distribution partout dans le monde. Il en est de même pour les anatoxines et antitoxines diphtériques et tétaniques, qui seront produites pendant de nombreuses années. En 1939, ces laboratoires seront déménagés à Laval-des-Rapides, où l'Institut a fait l'achat d'une ferme et dont les champs permettent la culture des légumes pour les élevages des animaux de laboratoire. Des centaines de moutons fournissent du sang pour la production d’antisérums et de géloses au sang. Des chevaux et veaux servent à la production des antisérums, anatoxines (diphtériques et tétaniques) et vaccins antiviraux à usage humain ou vétérinaire. 
En 1947, la lutte à la poliomyélite bat son plein, mais il n'existe alors aucun moyen de combattre cette maladie virale. Les préparations de gamma-globulines humaines sont proposées en inoculation à titre préventif et l'Institut est en mesure de fournir ces préparations aux autorités. 
L’Institut fait l'acquisition d'autres terrains à Laval et dispose alors d’un vaste terrain qui longe, à l'ouest, ce qui devient l'Autoroute des Laurentides. On y entreprend dès 1951 la construction d'un laboratoire moderne destiné à la production du vaccin antivariolique, d'un laboratoire de statistiques mécanisées pour le fichier de données du BCG et d'un caveau réfrigéré pour la conservation des produits de la ferme. Un autre bâtiment sert  à la fabrication de la gamma-globuline et comprend un laboratoire froid très bien outillé et une centrale d'eau exempte de corps pyrogènes. 
La production des vaccins viraux s'amorce avec la production du vaccin anti-poliomyélitique de type Salk (vaccin inactivé). En 1957, l’Institut réussit à produire ses premiers lots de vaccin anti-poliomyélitique Salk et de vaccin contre la grippe asiatique. À la même période, le chercheur américain Albert Bruce Sabin autorise l'utilisation de ses souches de poliovirus atténué pour la production du vaccin Sabin anti-poliomyélitique au Québec. L'Institut produit aussi du vaccin antivariolique et les chercheurs effectuent des travaux sur des vaccins contre d'autres virus. La vaccination par le BCG se poursuit et des cliniques mobiles sont en mouvement pour assurer la vaccination. 
En 1962, son bail n'étant pas renouvelé à l'Université de Montréal, l’Institut regroupe tous ses laboratoires et services à Laval-des-Rapides (Ville de Laval). À partir de ce moment, l’Institut est désormais chez lui dans des laboratoires modernes, conçus pour ses fins propres. 

## Le Centre Armand-Frappier Santé Biotechnologie et l'Université du Québec
Au début des années 1970, le centre est divisé en départements de recherche et en services. Cette structure est entièrement compatible avec les objectifs de l'institution. Les liens sont étroits entre l'exploitation, les services à la communauté et les chercheurs qui soutiennent ces activités par leurs expertises et leurs travaux. 
En 1972, l'Institut est intégré à l'Université du Québec, à titre de constituante à part entière, et prend le nom de son fondateur : Institut Armand-Frappier (IAF). Cette période est marquée par l'intensification et la diversification des activités de production de biens et services, par le développement de la microbiologie appliquée et industrielle surtout orientée vers l'alimentation et l'utilisation des ressources naturelles. 
En 1974, après 37 ans à la direction de l'Institut, le docteur Frappier, à l'âge de 70 ans, doit quitter son poste régulier. Son successeur, le docteur Aurèle Beaulnes, prend en charge la restructuration de l'Institut. Le développement de la recherche et de programmes d'enseignement supérieur prend une place importante au cours de la décennie qui suit. Six centres de recherche sont créés : le Centre de recherche en virologie (CRV), le Centre de recherche en bactériologie (CRB), le Centre de recherche en immunologie (CRI), le Centre de recherche en épidémiologie et médecine préventive (CREMP), le Centre de recherche en médecine comparée (CRMC) et, provenant de l'UQAM, le Centre de recherche en sciences appliquées à l'alimentation (CRESALA).

## L'exploitation et les services
L'Institut a alors un caractère unique parmi les institutions universitaires québécoises. On y produit 20 vaccins ou sérums, humains ou vétérinaires, 300 produits diagnostiques, milieux de culture bactériologiques, cultures cellulaires de différentes espèces animales ainsi qu'une variété de produits biologiques, tels que le sang et ses dérivés. 
Les services de diagnostic et de médecine préventive réunissent : un service de vaccination BCG effectuée par des équipes mobiles dans les écoles de la province; un service de diagnostic des maladies virales chez l'homme; un laboratoire d'histocompatibilité pour les patients en attente de greffes rénales; un service de diagnostic immunologique spécialisé; un service de diagnostic viral vétérinaire à l'échelle de toute la province; et un service  de dépistage des pathologies des animaux de laboratoire.
En 1984, Francesco Bellini est accueilli à l'Institut et se joint à Bernard Belleau et Gervais Dionne. Leurs travaux portent sur la lamivudine (aussi connue sous le nom de 3TC), un antirétroviral qui deviendra essentiel à la lutte contre le virus de l'immunodéficience humaine (VIH). 
Dès 1984-1985, l'Institut crée une Division des produits biochimiques et Francesco Bellini en assure la direction. Très rapidement, en association avec la direction de l'Institut, ces chercheurs-entrepreneurs créent une compagnie biopharmaceutique qui fera histoire au Québec et ailleurs (MDEIE, 2009). Cette société à but lucratif est formée en 1986 sous le nom de I.A.F. BioChem International Inc. dans laquelle l'Institut détient un nombre important d'actions. La valeur des actions de la société croît rapidement en quelques années. L'Institut devra ultérieurement s'en départir à perte.
À la fin de 1986, le campus couvre 57 hectares et comprend une vingtaine de pavillons. Plus de 400 personnes y travaillent, dont 94 scientifiques soutenus par des assistants de recherche, techniciens, aides technique, employés de bureau et personnel de soutien. L'Institut accueille aussi des étudiants de 2e et de 3e cycles, stagiaires et stagiaires post-doctoraux. Le budget de fonctionnement s'établit alors à 28 millions de dollars dont 50 % proviennent de la production et de la vente de biens et services. 
Les entités qui constituent l'Institut sont maintenant désignées comme le Groupe Frappier qui regroupe trois corporations distinctes soit l'Institut Armand-Frappier (Université du Québec), la Fondation Armand-Frappier (créée en 1978) et IAF Production Inc. Cette dernière a acquis le programme des produits diagnostiques, soit environ la moitié des activités de production de biens de l'Institut. L'Institut Armand-Frappier jouit alors d'un double statut : celui de constituante de l'Université du Québec pour sa mission de recherche et d'enseignement et celui d'entreprise engagée dans la production de divers biens et services de haute technologie dans les domaines médical, bio-alimentaire et environnemental. 
En collaboration avec Énergie Atomique du Canada, l’Institut crée en 1985 le Centre d'irradiation du Canada (CIC) et construit sur ses terrains des laboratoires au coût de plusieurs millions de dollars. En collaboration avec MDS Nordion, le centre a pour but de démontrer l’innocuité de la technique d’irradiation des aliments et de la promouvoir à l’échelle semi-industrielle, en vue d'aider les entreprises à se prévaloir de ce mode de conservation des aliments. 

## La fin des activités commerciales et l’intégration à l'INRS
Les activités commerciales rapportent de moins en moins et un déficit de plus en plus important oblige les responsables de l'Université du Québec et de l'Institut à chercher une solution pour satisfaire le ministère de l'Éducation et le gouvernement. La pression des instances politiques est forte. La solution proposée est la vente des activités commerciales de l'Institut incluant les actions détenues dans IAF BioChem International Inc. et la produc¬tion de vaccins, sous le nom d'IAF Biovac.
IAF-Biochem devient BioChem Pharma, dirigée par Francesco Bellini poursuit sa montée fulgurante. Cette société est un exemple de réussite pour de nombreux entrepreneurs et pour d’autres sociétés bio-pharmaceutiques et de biotechnologie. La société britannique Shire Pharmaceuticals va acquérir en 1990 les brevets de BioChem Pharma pour 6 milliards de dollars et mettra fin en 2001 aux activités localisées dans le Parc scientifique et de haute technologie de Laval. Au Québec, seules les activités de R-D et de production de vaccins contre la grippe survivent après avoir été reprises par la compagnie GlaxoSmithKline (GSK Biologicals).
La vente des actions détenues dans IAF-BioChem International Inc. n’ayant rapporté que la moitié des sommes escomptées, le budget de l’Institut affiche toujours un déficit accumulé important. La seule réduction des dépenses ne pouvant pas suffire à l’enrayer, d’autres mesures sont alors envisagées dont la vente d’actifs, notamment dans le périmètre où est projetée l’implantation d'un Parc scientifique et de haute technologie que Ville de Laval compte développer en partenariat avec l’Institut et dont ce dernier sera le pivot scientifique. Au fil du temps, le Parc se développe, mais très peu de liens réels s'établissent entre l'Institut et les industries qui s’y implantent. En outre, peu d'entreprises de Laval naissent dans ce contexte (D. Doloreux, 1999, p. 228)
Le Musée Armand-Frappier est inauguré en décembre 1994 grâce au soutien financier du gouvernement du Québec, de la Ville de Laval, de l'Institut Armand-Frappier et de la Fondation Armand-Frappier. En plus de mettre en lumière l’œuvre du fondateur de l’Institut, cette institution muséale a pour mission de diffuser les progrès de la recherche en biosciences à un plus large public et d’attirer les jeunes vers les carrières en recherche. Désigné aujourd’hui sous le nom de Centre d’interprétation des biosciences Armand-Frappier, le Musée diversifie progressivement son offre d’activités, dont plusieurs sont développées en collaboration avec des chercheurs de l’Institut Armand-Frappier. 
En mai 1997, la situation financière de l’Institut Armand-Frappier est jugée si désastreuse qu’elle est devenue ingérable. L’INRS fait aussi face à une situation financière difficile avec son centre INRS-Santé situé à Pointe-Claire où œuvrent une dizaine de chercheurs et où opère un laboratoire de contrôle du dopage sportif. L’Institut Armand-Frappier et l’Institut national de la recherche scientifique (INRS) du Québec conviennent donc, d’un commun accord, de joindre leurs forces.  Les activités de l’INRS-Santé passent d’abord dans le giron de l’Institut Armand-Frappier, puis les recherches en cours sont regroupées en deux centres : le Centre de recherche en santé humaine et le Centre de recherche en microbiologie et biotechnologie.  Deux ans plus tard, les deux centres sont fusionnés en un seul centre qui porte le nom d'INRS–Institut Armand-Frappier à la mémoire du fondateur. 
Le nouveau centre se consacre essentiellement à l’avancement de la recherche et au développement de l’enseignement supérieur, tout en maintenant certains services à la collectivité. Il jouit toujours aujourd’hui d’une renommée qui répond aux espoirs qu’avait le Dr Frappier concernant la poursuite de cette double mission au sein de l’Institut qu’il a créé.

## Rétrospection
- Alain Stanké, Armand Frappier, Jean Louis Morgan (1970) Ce combat qui n’en finit plus. Les Éditions de l’Homme.
- Assemblée nationale du Québec. Journal des débats – 34e législature, 2e session (19 mars 1992 – 10 mars 1994) — Commission permanente de l’éducation Fascicule no 62, 23 février 1994, pages 3029-3030.
- Assemblée nationale du Québec. Journal des débats 34e législature, 1re session (28 novembre 1989 au 18 mars 1992) — Le jeudi 7 décembre 1989 – Vol. 31 no 7.
- Doloreux, D. (1999) « Technopoles et trajectoires stratégiques : le cas de la ville de Laval (Québec) », Cahiers de géographie du Québec, 43, no 119, p. 211-235.
- Ferretti, L. (1994) L’Université en réseau : Les 25 ans de l’Université du Québec. Presses de l’Université du Québec.
- Frappier, A. Un rêve, une lutte. Presses de l’Université du Québec (éditions 1992 et 2009).
- IMHUM (1958) Rétrospection 1938-1958. Institut de microbiologie et d’hygiène de l’Université de Montréal. (Archives IRNS)
- IMHUM (1963) Rétrospection 1959-1963. Institut de microbiologie et d’hygiène de l’Université de Montréal. (Archives IRNS)
- IMHUM (1971) Rétrospection 1964-1971. Institut de microbiologie et d’hygiène de l’Université de Montréal. (Archives IRNS)
- INRS–Institut Armand-Frappier – Microbiologie et biotechnologie. Rapport annuel 1998-1999. (Archives IRNS)
- INRS–Institut Armand-Frappier – Microbiologie et biotechnologie. Rapport annuel 1999-2000. (Archives IRNS)
- INRS–Institut Armand-Frappier – Santé humaine. Rapport d’activités scientifiques 2000-2001. (Archives IRNS)
- Institut Armand-Frappier – UQ. Quarante-troisième et Quarante-quatrième Rapport Annuel 1980-1982. (Archives IRNS)
- Institut Armand-Frappier – UQ. Rapport biennal 1982-1984. Institut Armand-Frappier – UQ. Rapport biennal 1984-1986.
- Institut Armand-Frappier. 1995. Institut Armand-Frappier. Brochure de 23 pages. (Archives IRNS)
- Institut Armand-Frappier. Centre de recherche en microbiologie appliquée : Rapport des activités scientifiques 1996-1997. (Archives IRNS)
- Institut de microbiologie et d’hygiène de Montréal (Institut Armand-Frappier). 37e Rapport annuel : 1974-1975. (Archives IRNS)
- Marois, P. et A. Chagnon (1978) Institut Armand-Frappier : Quarante ans au service de la collectivité. Institut Armand-Frappier (Université du Québec), Laval, Québec, 45 pages. (Archives IRNS)
- MDEIE (Ministère du Développement économique, de l’Innovation et de l’Exportation) (2009) Stratégie biopharmaceutique québécoise : Poursuivre dans l’excellence en créant la richesse du Québec de demain. Gouvernement du Québec, p. 29.